# Loulou (Film)
Loulou ist ein französischer Fernsehfilm von Émilie Noblet aus dem Jahr 2023. Er setzt die Handlung der gleichnamigen Fernsehserie fort, die von 2017 bis 2018 bei Arte lief.

## Handlung
Die 36-jährige Loulou arbeitet als Verkäuferin in einer Boutique und hat ihr Leben keinesfalls im Griff. Sie ist pleite und ist generell so fest von ihrer allgemeinen Unfähigkeit überzeugt, dass ihr – als selbsterfüllende Prophezeiung – alles misslingt. Das belastet vor allem das Verhältnis zu ihrem zehnjährigen Sohn Alex aus einer gescheiterten Beziehung, der zeitweise bei ihr lebt, aber von ihr enttäuscht ist, da keine der versprochenen Unternehmungen jemals zustande kommt.
Als Loulou ihm, um seine Sympathie zurückzugewinnen, eine für ihn aufregende Ferienreise verspricht, ist sie dadurch zunächst einmal gezwungen, den Führerschein zu machen; außerdem kann sie sich eine solche Reise überhaupt nicht leisten. Mit Hilfe dreier guter Freunde geht sie zumindest den Führerschein an. Geld bekommt sie unverhofft von Jean-Luc, einem Kunden ihrer Chefin, der auf Trampling steht, wofür sich die übergewichtige Loulou als ausgezeichnete Partnerin erweist. Sie treffen sich regelmäßig, er ist begeistert von ihr und hilft ihr damit auch, ihr Selbstbild allgemeiner Unfähigkeit zu überwinden.
Als sie ganz gegen ihre eigene Erwartung die Führerscheinprüfung auf Anhieb besteht, mietet sie ein schickes Cabrio, um Alex für die Reise abzuholen, kommt sich dabei jedoch – auch unter dem unguten Einfluss eines Hörbuchs über die perfekte Mutter – schließlich lächerlich vor, zieht sich wieder in ihre Wohnung zurück und betrinkt sich. Die bereits bezahlte Reise verfällt, Alex muss bei seinem Vater bleiben, der sich jedoch um ein neugeborenes Kind zu kümmern hat, und Loulou läuft wegen ihrer Launenhaftigkeit Gefahr, das Sorgerecht für Alex ganz zu verlieren.
Erst als Jean-Luc ihr noch einmal gut zuredet, gibt sie sich einen Stoß, holt Alex für einige Stunden von seinem Vater ab und verspricht ihm Besserung.

## Kritiken
Oliver Armknecht von Filmrezensionen.de gibt dem Film 6 von 10 Punkten. Trotz ernster Themen und Herausforderungen, wie finanzieller Schwierigkeiten und beruflicher Stagnation, bleibt der Film ein sympathischer und unterhaltsamer Zeitvertreib, der aber keinen nachhaltigen Eindruck hinterlassen würde. Der Tenor der Kritik von Marina Birner für Prima ist tendenziell positiv, mit einem Fokus auf die humorvolle und lebensnahe Darstellung der Herausforderungen einer alleinerziehenden Mutter. Die Anerkennung des Drehbuchs und die Adaptation der Webserie unterstreichen die Qualität und den Unterhaltungswert des Films.